# Ann-Louise Skoglund
Ann-Louise Skoglund (28 giugno 1962) è un'ex ostacolista svedese.

## Palmarès

### Europei
- 1 medaglia:
  - 1 oro (Atene 1982 nei 400 m ostacoli)